# Colcha

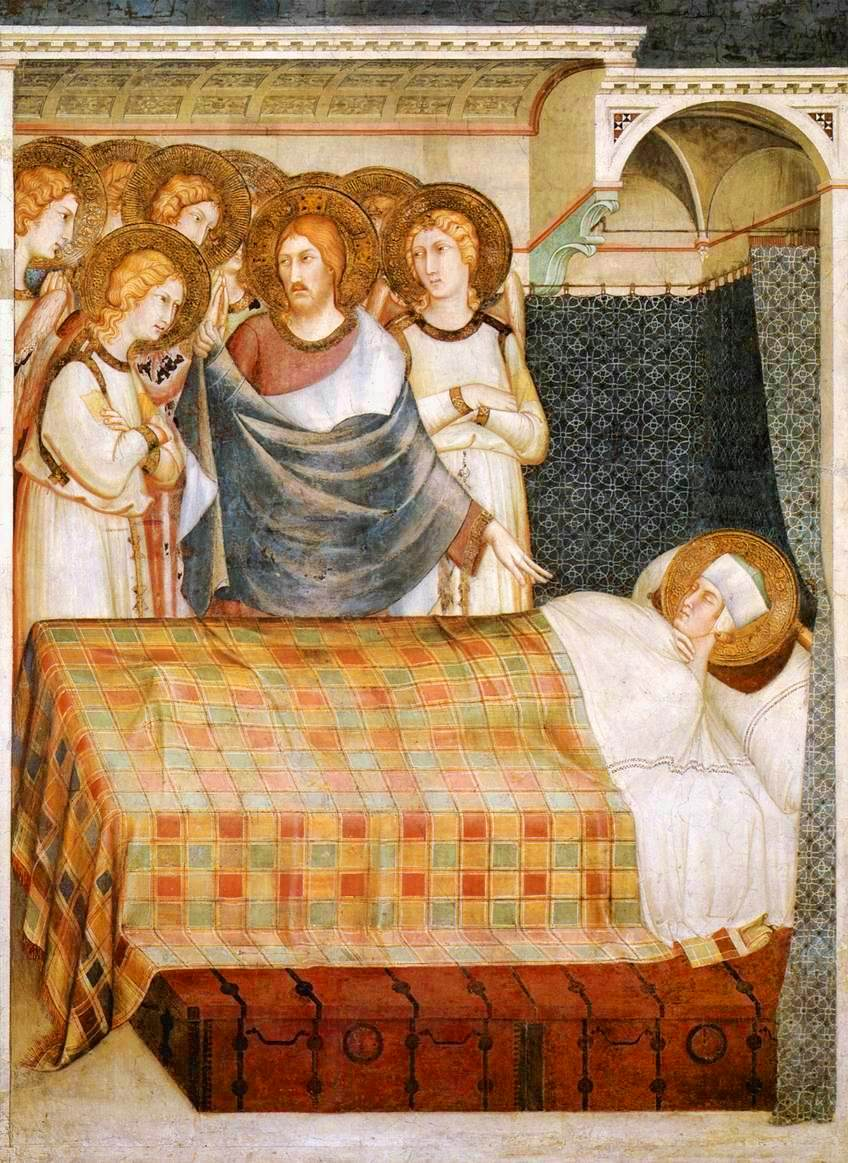
Colcha de cuadros en una pintura italiana del, obra de Simone Martini.

La colcha (del latín «culcĭta»), también sobrecama,  cubrecama o cubierta,  es el objeto de decoración textil que se coloca sobre la cama una vez que está hecha. Consiste en una pieza de tejido simple o de elaboración diversa que cubre por completo la parte superior de las sábanas, manta y almohadas, y que puede disponer de faldas que cuelgan hasta el suelo. La colcha se coloca sobre la cama durante el día y se retira durante la noche aunque en ocasiones puede servir como complemento de abrigo a la ropa de cama. También se usa como colcha la funda del edredón.
Suele combinarse con el estilo de las cortinas, cojines y tapicerías del conjunto de la habitación. Se pueden diferenciar, colchas de invierno y de verano (confeccionada con material más ligero).